# José Luzán

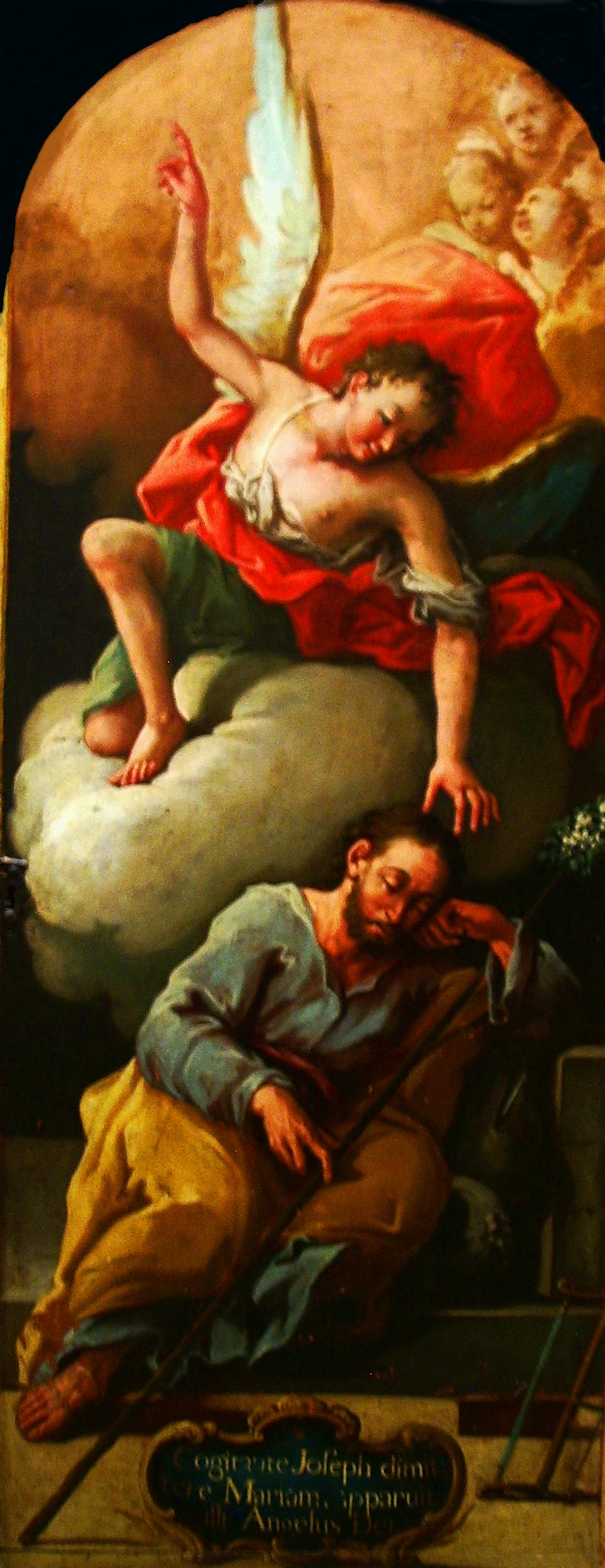
Sueño de San José.

José Luzán y Martínez (Zaragoza, 16 de diciembre de 1710-ibídem, 20 de octubre de 1785) fue un pintor barroco español, y el más destacado de la pintura aragonesa del siglo XVIII, excepción hecha de quienes fueron sus discípulos los pintores Francisco Bayeu o Francisco de Goya. 

## Biografía
Hijo del también pintor y dorador de retablos Juan Luzán Pinós, infanzón natural de La Almolda (Zaragoza) y de Martina Martínez Forcada, natural de la aldea de Ardisa. José fue el segundo de los cinco hijos que tuvo el matrimonio. Fue bautizado en la parroquia de San Miguel de los Navarros.
Sus primeras lecciones artísticas vinieron de la mano de su padre, al mismo tiempo que cursaba sus primeros estudios. Prosiguió, seguramente, con los estudios de Gramática en las aulas de Gramática que, al efecto, subvencionadas por el Ayuntamiento de Zaragoza, y que estaban regentadas por los jesuitas.
En 1714 el escultor Juan Ramírez Mejandre había creado una academia de dibujo que en la ciudad donde debió de iniciarse en el dibujo y la pintura. Concurren en la misma academia los más destacados pintores zaragozanos del momento, como Juan Zabalo, su futuro suegro, Miguel Jerónimo Lorieri, cuñado de Zabalo, el maestro de obras Julián Yarza, o Pablo Rabiella Sánchez, hijo en segundas nupcias del pintor Pablo Rabiella y Díez de Aux.
Hacia 1726, la familia Pignatelli, condes de Fuentes, lo acogen como criado de honor. Viendo sus dotes para la pintura, deciden enviarlo en 1730 a Nápoles para que completara su formación artística con el pintor Giuseppe Mastroleo, condiscípulo de Francesco Solimena. Allí permaneció unos cinco años, conociendo el estilo barroco italiano de mano de su maestro, copiando cuadros de otros maestros al tiempo que iba adquiriendo un estilo y un cromatismo fresco, en la línea de Solimena.
Regresó a Zaragoza alrededor de 1735 para establecer una academia, que gozó de notable éxito. 
Fue nombrado revisor de pinturas por la Inquisición, y en 1741 designado por Felipe V como pintor supernumerario de la Casa Real. El estudio de las ricas colecciones de palacio le permitió refinar considerablemente su estilo; próximo al tenebrismo en sus obras tempranas, adquirió luego el gusto por la coloración cálida, dominando el amarillo, ocre y rojo su paleta, y aligeró la carga de las pinceladas. 
El 18 de febrero de 1743 se casó con Teresa Zabalo, hija de Juan Zabalo, también pintor y proyectista de retablos.
En la década de 1760 abordó obras de gran formato y atrevida composición, que hicieron patente su talla como uno de los pintores de temas religiosos más brillantes del siglo XVIII.
Luzán gozó de tanto prestigio como maestro que como autor; entre sus discípulos estuvieron Francisco Bayeu, José Beratón, Antonio Martínez y Tomás Vallespín, pero sobre todo Francisco de Goya.

Luzán dejó Madrid para dirigir la Academia de Pintura y Escultura de Zaragoza, aunque solo brevemente, ya que la institución atravesó fuertes dificultades económicas y hubo de cerrar. Alcanzó a verla reabrir en 1784, pero su salud ya no le permitiría enseñar, y falleció en su ciudad natal poco tiempo más tarde.

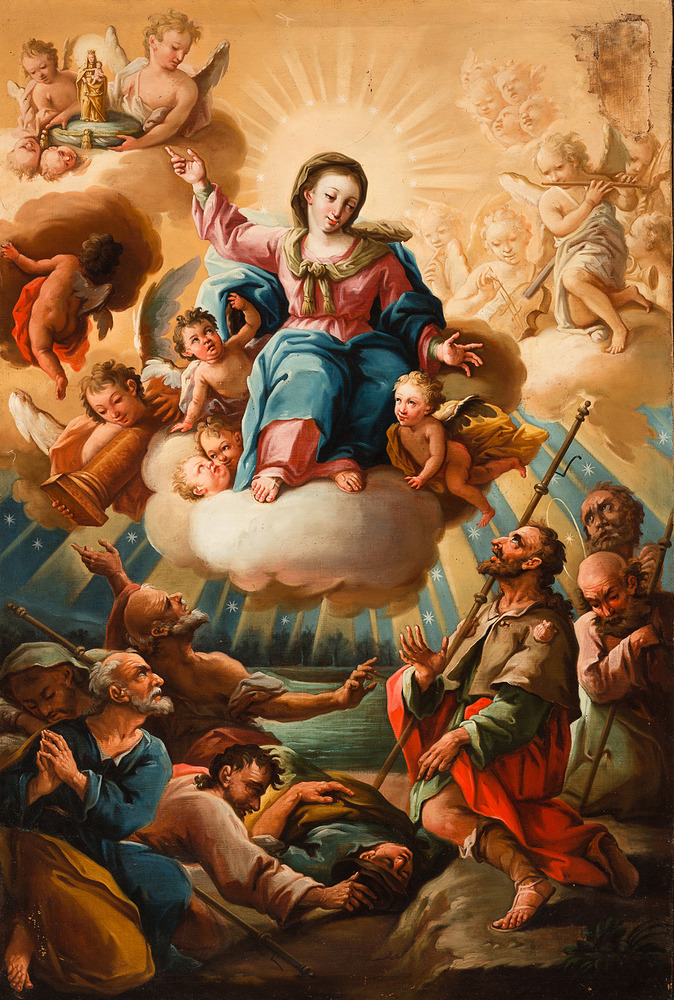
La Venida de la Virgen del Pilar a Zaragoza. Ca. 1765. (Museo Camón Aznar, Zaragoza).

## Obras

### Zaragoza
Algunos de los lugares aragoneses en los que se custodian obras suyas son los siguientes:
- Catedral/Seo de Zaragoza.
- Iglesia de Santa Engracia de Zaragoza.
- Convento de los Agustinos Calzados.
- Iglesia de San Miguel de Zaragoza.
- Convento de la Santa Cruz de Zaragoza.
- Escuelas Pías de Zaragoza.
- Iglesias de Calatorao.
- Convento de los Capuchinos de Calatayud.
- Iglesia de la Virgen de la Oliva de Ejea de los Caballeros.
- Iglesia de Nuestra Señora del Rosario de Figueruelas.

## Galería

Obras en el Museo de Zaragoza
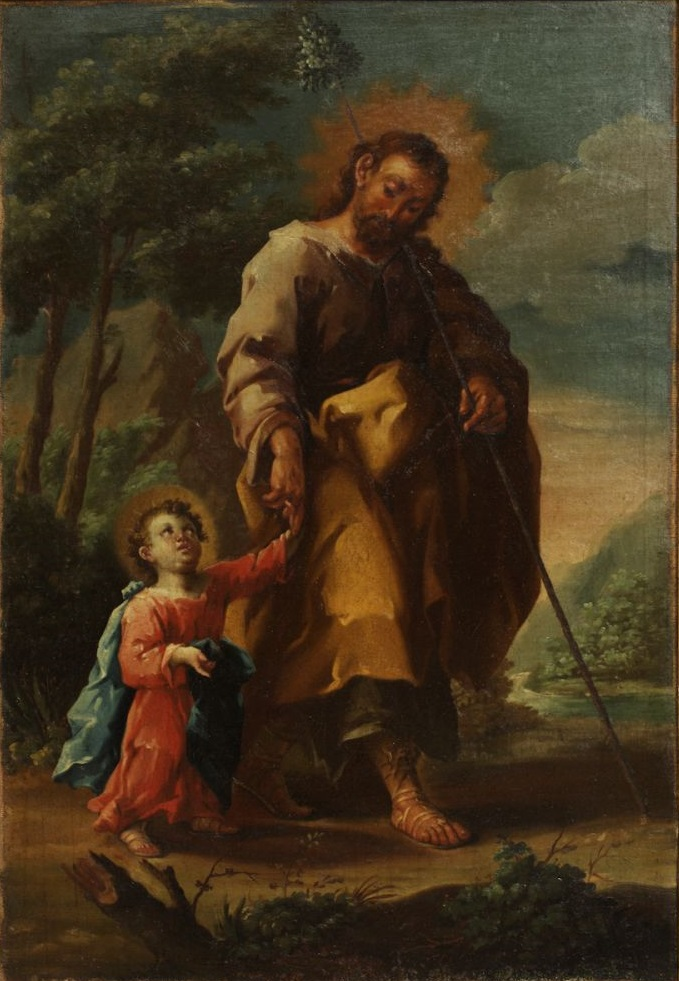
San José y el niño Jesús.
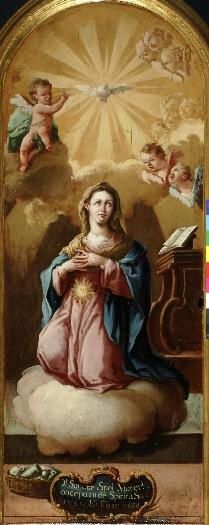
La Virgen María en el instante de la Concepción.
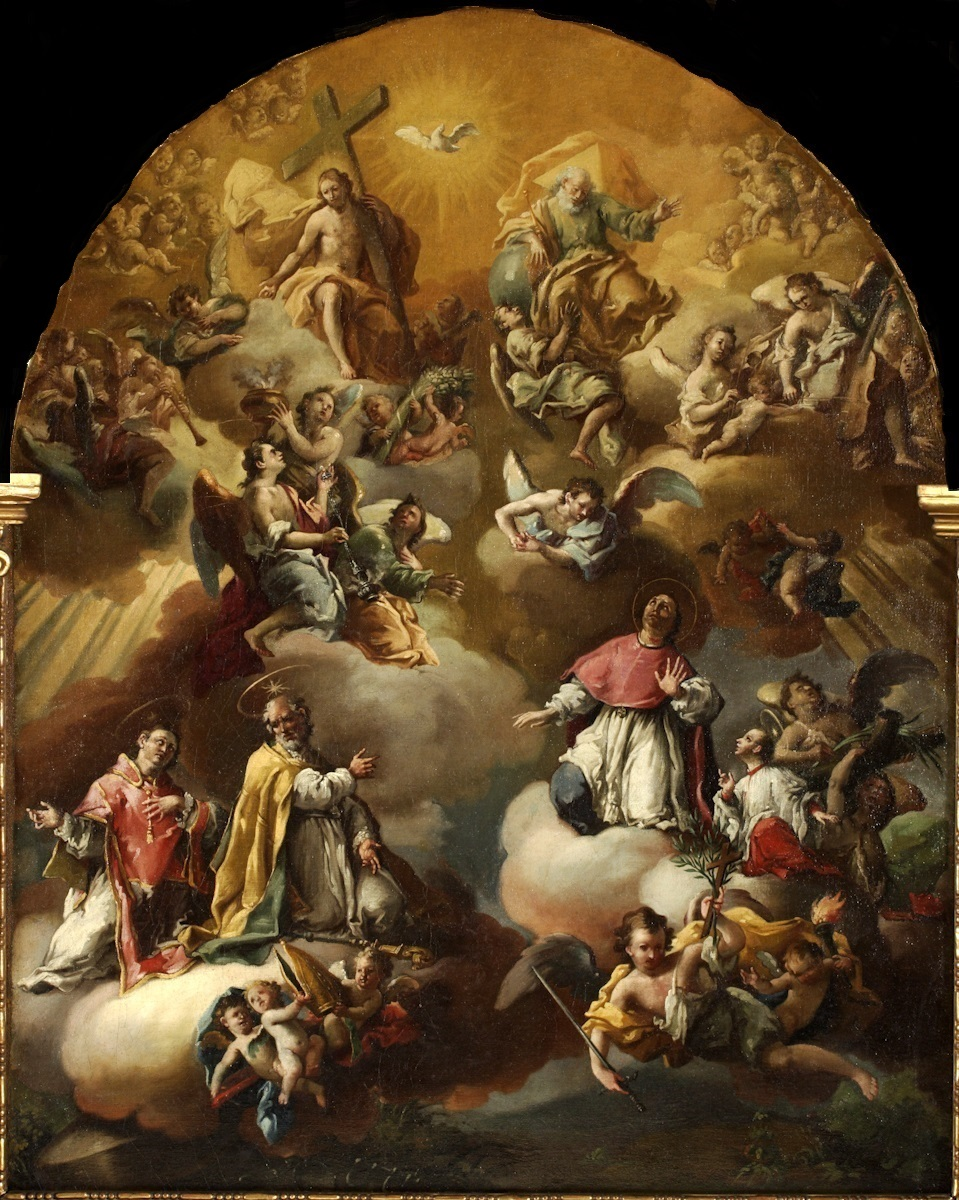
San Valero, San Vicente Mártir, San Pedro Arbués y Santo Dominguito de Val en la Gloria.